# Ctenophthalmus wladimiri
Ctenophthalmus wladimiri är en loppart som beskrevs av Isayeva-gurvich 1948. Ctenophthalmus wladimiri ingår i släktet Ctenophthalmus och familjen mullvadsloppor. Inga underarter finns listade i Catalogue of Life.